# Піскорник-Черніцький
(пол. Piskornik Czernicki